# Caius Caninius Rebilus (consul en -45)
Pour les articles homonymes, voir Caius Caninius Rebilus.
Caius Caninius Rebilus est un homme politique de la fin de la République romaine. Proche de Jules César, dont il est un des lieutenants pendant la guerre des Gaules et la guerre civile, il devient consul suffect le dernier jour de l'année 45 av. J.-C.

## Famille
Il est membre de la gens plébéienne Caninia (en).
Il a un fils, Caius Caninius Rebilus (en), qui est consul suffect en 12 av. J.-C. et qui décède pendant son consulat.

## Biographie
Caninius Rebilus, homo novus de la fin de la République romaine, sert avec Jules César lors de la guerre des Gaules et de la guerre civile.
Il est tribun militaire en Gaule en 52 avant de devenir l'un des légats de César en 51. Dans les derniers temps de la guerre des Gaules, il commande deux légions sur le versant sud des hauteurs du siège d'Alésia, où les défenses de César sont les plus faibles. Avec beaucoup de difficultés, et grâce au soutien opportun de Titus Labienus, il résiste à la dernière attaque majeure contre la position romaine le 2 octobre. L'année suivante, en 51, il est envoyé poursuivre le chef des Cadurques, Lucterios, qui se réfugie dans la forteresse d'Uxellodunum, où Caninius Rebilus l'assiège. Essayant d'imiter la tactique d'Alesia, il est contraint de faire face à des sorties répétées qui perturbent ses tentatives pour compléter ses lignes. Finalement, César prend le commandement général du siège d'Uxellodunum.
Au début de la guerre civile en 49, Caninius Rebilus accompagne Jules César dans sa marche vers l'Italie et il est envoyé à Brundisium comme négociateur à Pompée, en vain. La même année, il est adjoint comme légat sous Curion dans l'espoir que Caninius Rebilus compenserait le manque d'expérience militaire de ce dernier, envoyé en Sicile puis en Afrique. Il pousse Curion à profiter d'une rupture dans les lignes ennemies pour remporter la victoire à la bataille d'Utique (en), et après la défaite et la mort de ce dernier à la bataille de Bagradas le 24 août, il est l'un des rares à s'être échappé d'Afrique avec Asinius Pollion.
L'année suivante, en l'an 48, il devient préteur.
En l'an 46, il retourne à nouveau en Afrique comme propréteur avec Jules César sous lequel il sert lors de la campagne de Thapsus, assiégeant Thapsus et acceptant la reddition de Caius Vergilius (de), le gouverneur de la province. L'année suivante, il accompagne César en Espagne en tant que légat, se joignant à lui pour combattre à la bataille de Munda, la dernière de la guerre civile, après quoi il occupe la ville de Hispalis pendant la poursuite des républicains démoralisés en fuite.
Le dernier jour de décembre 45, le consul Quintus Fabius Maximus décède soudainement et César convoque instantanément l'assemblée pour faire élire un de ses proches,, en récompense de ses services : Caninius Rebilus devient consul suffect pour les dernières heures de l'année, aux côtés de Caius Trebonius en poste depuis octobre,. Cela provoque la risée de Cicéron, qui commente ainsi ce très court consulat : « vous pouvez être sûr que personne n'a mangé durant le consulat de Caninius », « il est étonnamment vigilant que tout au long de sa mandature jamais il n'a fermé les yeux » ou encore « cependant, alors qu'il est consul, aucun mal n'a été fait »,. Ces plaisanteries de Cicéron montre qu'il est indigné de ce manque de respect des institutions de la République romaine.